# Henrik Edenholm
Ivar Henrik Verner Edenholm, född 19 augusti 1901 i Göteborg, död 16 februari 1949 i Stockholm, var en svensk ångtekniker.
Henrik Edenholm var son till disponenten Ernst Gustaf Swensson. Efter studentexamen i Kristianstad 1918 utexaminerades hans från Tekniska högskolans fackavdelning för maskinbyggnad och mekanisk teknologi 1924, var förste assistent vid högskolans ångtekniska laboratorium 1924–1927 och biträdde bland annat i undervisningen i ångteknik 1927–1931. Edenholm tjänstgjorde 1925–1931 som ingenjör AB Ljungströms Ångturbin och från 1931 vid Ingenjörsvetenskapliga akademiens ångvärmeinstitut, vars föreståndare han blev 1933. År 1939 utnämndes han till professor i ångteknik vid Tekniska högskolan. Edenholm utgav ett flertal uppsatser inom sitt fack. Han är begravd på Norra begravningsplatsen utanför Stockholm.